# Калинтьевская
Калинтьевская — деревня в Ярославском районе Ярославской области. Входит в состав Заволжского сельского поселения.

## География
Находится в восточной части Ярославской области на расстоянии приблизительно 13 км на восток-юго-восток по прямой от станции Филино.

## История
До 1777 года деревня входила в состав Городского стана Ярославского уезда. В 1678 году в ней было 6 жилых крестьянских двора, в которых проживали 27 человек мужского пола. В то время деревня принадлежала Григорию Фёдоровичу Вельяминову.
С 1777 года — в составе Ярославского уезда Ярославского наместничества, затем Ярославской губернии.
В 1859 году здесь было учтено 16 дворов, в 1898 — 23.

## Население
Численность населения: 102 человека (1859 год), 4 (русские 100 %) в 2002 году, 4 в 2010.

## Общественный транспорт
Ближайшая остановка общественного транспорта находится в деревне Семеново.